# Platynota colobota
Platynota colobota es una especie de polilla del género Platynota, tribu Sparganothini, subfamilia Tortricinae.

## Distribución
Se distribuye por islas Galápagos.

## Taxonomía
Fue descrita por Meyrick en 1926 y publicada en Transactions of the Entomological Society of London 74: 276.